# Елдерейдо-ет-Санта-Фе (Нью-Мексико)
Елдерейдо-ет-Санта-Фе (англ. Eldorado at Santa Fe) — переписна місцевість (CDP) в США, в окрузі Санта-Фе штату Нью-Мексико. Населення — 6005 осіб (2020).

## Географія
Елдерейдо-ет-Санта-Фе розташоване за координатами 35°31′38″ пн. ш. 105°56′3″ зх. д. / 35.52722° пн. ш. 105.93417° зх. д. (35.527270, -105.934035).  За даними Бюро перепису населення США в 2010 році переписна місцевість мала площу 53,90 км², уся площа — суходіл.

## Демографія
Згідно з переписом 2010 року, у переписній місцевості мешкало 6130 осіб у 2887 домогосподарствах у складі 1868 родин. Густота населення становила 114 особи/км².  Було 3100 помешкань (58/км²).
Расовий склад населення:
| - 94,0 % — білих - 1,0 % — азіатів - 0,8 % — корінних американців - 0,7 % — чорних або афроамериканців - 1,4 % — осіб інших рас |

До двох чи більше рас належало 2,1 %. Частка іспаномовних становила 12,7 % від усіх жителів.
За віковим діапазоном населення розподілялося таким чином: 15,0 % — особи молодші 18 років, 63,9 % — особи у віці 18—64 років, 21,1 % — особи у віці 65 років та старші. Медіана віку мешканця становила 55,2 року. На 100 осіб жіночої статі у переписній місцевості припадало 86,7 чоловіків;  на 100 жінок у віці від 18 років та старших — 83,2 чоловіків також старших 18 років.
Середній дохід на одне домашнє господарство  становив 87 516 доларів США (медіана — 70 881), а середній дохід на одну сім'ю — 98 130 доларів (медіана — 80 750). Медіана доходів становила 61 063 долари для чоловіків та 45 096 доларів для жінок. За межею бідності перебувало 8,3 % осіб, у тому числі 12,4 % дітей у віці до 18 років та 6,2 % осіб у віці 65 років та старших.
Цивільне працевлаштоване населення становило 3290 осіб. Основні галузі зайнятості: освіта, охорона здоров'я та соціальна допомога — 25,9 %, науковці, спеціалісти, менеджери — 19,3 %, мистецтво, розваги та відпочинок — 10,2 %, роздрібна торгівля — 10,0 %.